# Sidermet
Sidermet Călan (fost Combinatul Siderurgic „Victoria” Călan) a fost un combinat siderurgic din România.

## Istoric
Primul furnal din zona Călanului a fost construit începând cu anul 1869 și a fost pus în funcțiune doi ani mai târziu.
La patru ani după ce a fost așezată piatra de temelie a centrului industrial, a fost pus în funcțiune și al doilea furnal, ridicat de către societatea „Kronständer Verein”, care deținea și minele de la Teliuc.
În anul 1916 Uzina Călan, producătoare de fontă, în jurul căreia s-a dezvoltat apoi orașul Călan a ajuns la 1.117 angajați.
În vremea comunismului uzinele au fost transformate în combinat siderurgic.
În anul 1957 s-a pus în funcțiune primul cuptor carvofluid, prima instalație din lume pentru producerea semicocsului prin fluidizare, realizată pe baza lucrărilor unor cercetători români. În 1961 s-a pus în funcțiune stația experimentală de cocs-brichete. Uzina Victoria-Călan a fost cea mai mare producătoare de fontă cenușie din țară.
Prin decretul 8/1982 a fost schimbată denumirea din Întreprinderea Victoria Călan în Combinatul siderurgic Victoria Călan.
În 1989, combinatul din Călan avea în jur de 6.400 de angajați.
În anul 1998, combinatul a fost divizat în 12 societăți comerciale.
În ianuarie 2000, în societățile rezultate după divizare mai lucrau aproximativ 1.200 de oameni.
Cea mai importantă dintre aceste societăți era Sidermet Călan.
În noiembrie 2001, Sidermet Călan avea 588 de angajați.
În primele nouă luni din 2001, societatea a realizat o cifră de afaceri de 74,2 miliarde lei vechi, dar avea datorii totale de 1.269 miliarde lei vechi, din care peste 385 miliarde către bugetul de stat.
În aprilie 2003, Sidermet Călan, mai avea aproximativ 110 angajați.
În ultimii ani, zona a intrat într-un amplu proces de ecologizare, însă lucrările nu au mai fost duse la bun sfârșit.

## Minagval
După anul 1990, combinatul a fost transformat în Societatea Comercială Sidermet Călan.
O strategie a FPS, susținută de deputatul hunedorean Sorin Dimitriu, ministrul privatizării, a dus, în 1997, la divizarea patrimoniului SC Sidermet Călan în 12 societăți comerciale independente.
Divizarea de la Călan a redus numărul de muncitori de la circa 8.000, la doar 1.000.
Una dintre aceste noi societăți, denumită Minagval Călan, era constituită numai din active patrimoniale închise, moștenind atât debitele cât și creanțele de la Sidermet Călan.
Minagval Călan a preluat întreaga platformă siderurgică, construită după anul 1975.
După această spargere de patrimoniu, Societatea Comercială Minagval Calan a intrat în procedură de lichidare, fiind declarată în stare de faliment.
Platforma de la SC Minagval cuprindea două furnale de 1.000 de metri cubi, Secția de Aglomerare, Bateriile 1 și 2 de cocsificare, CET-uri, hale imense și munți de oțel.
Platforma de la SC Minagval a fost vândută în anul 2000 unui lichidator - Forever Vălișoara, companie înființată cu trei zile înainte de licitație, cu o ofertă de 1,3 milioane dolari.
Acesta a vândut platforma la fier vechi.
De asemenea platforma a fost jefuită ani la rând de hoții de fier vechi.
În anul 2001, în jurul celor două furnale demontate de compania Forever se declanșează un mare scandal de presă, reprezentat de radioactivitatea celor două furnale.
Comisia Națională pentru Controlul Activelor Nucleare (CNCAN) se sesizează și efectuează un control la Călan.
În urma măsurătorilor radiometrice se constată existența radiațiilor și a pericolului de contaminare a mediului și a personalului din zonă.
La construcția furnalelor 3 și 4 care au aparținut fostului combinat siderurgic au fost introduse 80 de surse radioactive pentru a se putea stabili gradul de uzură al furnalelor.
După 1989 nimeni nu a mai ținut cont că exista material radioactiv la Călan și nu exista așa ceva în evidențe.
CNCAN a descoperit că în apropierea furnalelor dezafectate erau 400 de metri pătrați contaminați cu radioizotopi gama de 250 de ori mai mult decât limita normală,
ceea ce însemna depășirea de 60 de ori a expunerii - limita pentru populație, și de 6 ori a expunerii - limita profesională.
În anul 2002, lichidatorul PricewaterHouse Coopers Management Consultans a cerut restituirea prețului de vânzare către compania Forever, cu cheltuielile de dezafectare cu tot, adică 1,5 milioane de dolari.

## Turnătoria 1
Turnătoria 1 a fost desprinsă din Sidermet, iar Fondul Proprietății de Stat a încheiat un contract cu francezul Roger Paul Martinez pentru a prelua activul modelărie.
Aici se executau modelele din lemn pentru piesele turnate din fontă.
Prin contract, francezul se obliga să preia 80 de muncitori și să producă, în continuare, modele din lemn.
La 24 de ore după semnarea documentelor, reprezentanții Turnătoriei 1 au devalizat Secția modelărie, pentru ca francezul să nu poată produce modelele la care se obligase prin contract.
Apoi, șicanele s-au tinut lanț.
Au urmat numeroase controale ale tuturor organismelor financiare, de protecție a muncii sau de inspecție a muncii, soldate cu tot atâtea amenzi, anulate ulterior de instanță.
Șicanele au culminat cu decuplarea firmei sale de la reteaua de curent electric, în decembrie 2001, deși facturile erau plătite.
A fost reconectată abia după patru luni, dar după mai puțin de trei luni, curentul a fost din nou înterupt, firma a intrat în blocaj, neputând să-și plătească furnizorii și muncitorii, și Roger Paul Martinez a decis să-și mute afacerea în altă parte.
În martie 2002, angajații platformei industriale Turnătoria 1, care nu și-au încasat salariile de opt luni, au primit, în loc de bani, bibelouri, casetofoane, mașini de spălat sau chiar cuie.
La momentul respectiv societatea avea 127 de angajați.

## AMIDIP

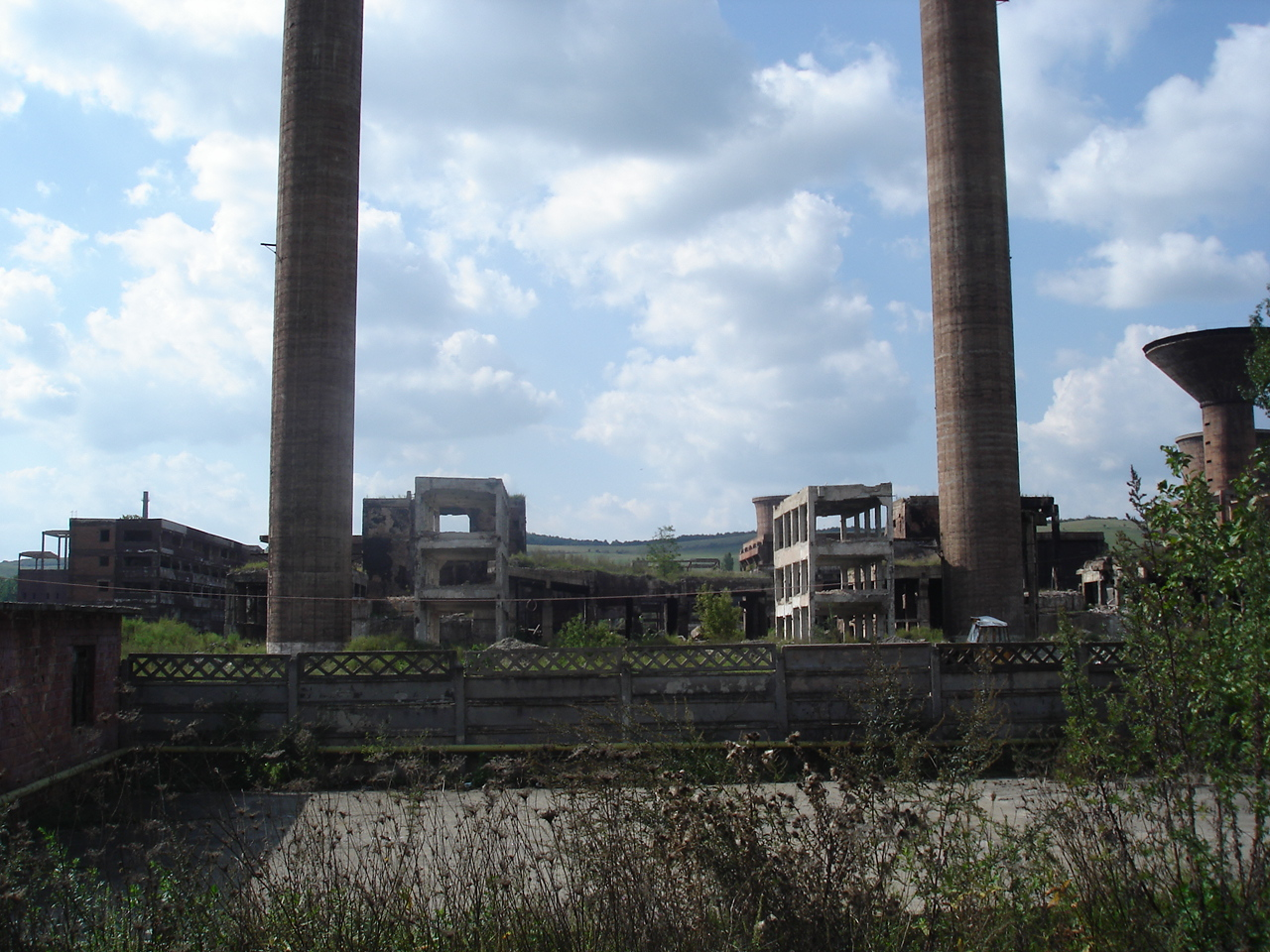
Ruinele combinatului, după ce tot ce era de fier a fost vândut la fier vechi
foto: septembrie 2007

În anul 2003, Autoritatea pentru Valorificarea Activelor Statului (AVAS) dorea să scape de Sidermet Călan, o societate care nu era atractivă pentru privatizare, întrucât avea datorii foarte mari.
Drept urmare, s-a decis înființarea altei firme cu o parte dintre activele existente (un furnal și o linie de turnare a tuburilor) în parteneriat cu compania germană Pipe Products, componentă a concernului AMIANTIT din Arabia Saudită.
În vara aceluiași an, noua societate AMIDIP a început să producă fontă ductilă pentru linia de tuburi care funcționa la Mecanica Orăștie (care a fost oprită între timp în condiții suspecte).
Partenerul străin urma să investească la AMIDIP nu mai puțin de 12 milioane de dolari.
La momentul respectiv se anunța angajarea a cel putin 1.000 - 1.200 de persoane.
În linia de turnare de țevi din fontă ductilă de la Turnătoria II s-au investit, începând încă din 1995, câteva milioane de dolari.
Procesul de producție s-a oprit însă în a doua jumătate a anului 2003, dupa ce SNCFR, în calitate de creditor al societății Sidermet, a cerut ca toate creanțele sale să fie recuperate din activele trecute la AMIDIP.
Acest litigiu a întârziat investiția mai bine de un an și jumătate.
Până la urmă, instanțele de judecată au respins solicitarea SNCFR.
Între timp, Pipe Products a încercat la începutul anului 2004 să cumpere activele cu care statul român participase la constituirea AMIDIP.
Compania germană s-a retras însă de la negocieri după ce AVAS a cerut 20 de milioane de dolari.
Ulterior, prețul a fost diminuat până la 3,9 milioane de dolari, dar nimeni nu a participat la licitații, astfel că, în toamna anului 2005, AMIDIP a intrat în procedură de faliment.
La data de la 11 februarie 2005, au fost disponibilizați 380 de salariați din totalul de 580 ai companiei AMIDIP.
În ianuarie 2006, AMIDIP mai avea 200 de angajați rămași pentru activități de pază și conservare.
Atât directorul executiv AMIDIP, cât și liderul sindical au fost de părere că s-a făcut jocul celor (cercuri de afaceri din București) care doreau ca în România să nu se producă tuburi din fontă ductilă, ci doar să se importe, la preț dublu.